# Cormocephalus inermipes
Cormocephalus inermipes är en mångfotingart som beskrevs av Pocock 1891. Cormocephalus inermipes ingår i släktet Cormocephalus och familjen Scolopendridae.
Artens utbredningsområde är Sri Lanka. Inga underarter finns listade i Catalogue of Life.